# Anepalpus hystrix
Anepalpus hystrix là một loài ruồi trong họ Tachinidae.